# 소년 (2017년 영화)
"소년"은 2017년에 개봉한 대한민국의 영화이다.

## 캐스팅
- 김주엽 : 세준 역
- 이주우 : 수경 역
- 조하성 : 진영 역